# 周琬
周琬（1698年—？年），河南省彰德府安陽縣人，康熙61年廕生。

## 生平
雍正？年，效力直隸營田水利局 ；雍正6年-雍正11年，刑部四川司主事(刑部主事) ；雍正11年，刑部雲南司員外郎 
雍正11年-乾隆1年，刑部右現審司員外郎 乾隆1年，刑部督捕司郎中(刑部郎中) ；乾隆6年-乾隆10年，刑部員外郎 ；乾隆10年-乾隆[12]年，刑部郎中(郎中) ；乾隆[12]年-乾隆？年，安徽安慶府知府 ；乾隆？年-乾隆？年，山西寧武府知府 ；乾隆？年-乾隆15年，山西平陽府知府 ；乾隆15年-乾隆16年，四川川北道 ；乾隆16年，雲南按察使 ；乾隆16年-乾隆20年，四川按察使 ；乾隆20年-乾隆22年，四川布政使(布政使) ；乾隆22年-乾隆23年，貴州巡撫 ；乾隆22年-乾隆23年，兵部右侍郎 ；乾隆22年-乾隆23年，都察院右副都御史 ；乾隆23年，福建巡撫 ；乾隆23年-乾隆？年，丁母憂 ；乾隆24年-乾隆26年，湖北巡撫(署) ；乾隆24年-乾隆26年，兵部右侍郎 ；乾隆24年-乾隆26年，都察院右副都御史 ；乾隆24年，湖廣總督(署湖北巡撫兼署) ；乾隆26年-乾隆？年，革職發往巴里坤效力贖罪 ；乾隆28年-乾隆30年，戌伊犁 ；乾隆32年-乾隆33年，刑部郎中 ；

## 延伸阅读
[在维基数据编辑]